# Julio Ulises Terra
Julio Ulises Terra Guerra (Uruguay 20 de septiembre de 1920 - Cúcuta, Colombia 31 de octubre de 1985) fue un futbolista uruguayo que jugaba como defensor, fue internacional con la selección de Uruguay en el campeonato sudamericano de 1947, es uno de los jugadores con más partidos en el Cúcuta Deportivo.

## Carrera
Terra comenzó a jugar al fútbol en Uruguay con River Plate de Montevideo. Tuvo un breve paso por la Primera División Argentina con el San Lorenzo de Almagro durante 1948, antes de trasladarse a Colombia donde terminaría su carrera.
En 1950, Terra se unió al Cúcuta Deportivo, el club donde pasó la mayor parte de su carrera restante y donde se convertiría en el jugador más veterano en la historia de la liga colombiana a la edad de 45 años y 5 meses. Terra también jugó para el Atlético Nacional y el Independiente Medellín. En 1954 ganó la liga colombiana con el Atlético Nacional.

## Clubes
| Club                   | País                | Año                                 | Partidos | Goles |
| ---------------------- | ------------------- | ----------------------------------- | -------- | ----- |
| River Plate            | Uruguay             | -                                   |          |       |
| San Lorenzo            | Argentina           | 1948                                | 8        | 0     |
| Cúcuta Deportivo       | Colombia            | 1950 - 1953 1958 - 1959 1965 - 1967 | 184      | 11    |
| Atlético Nacional      | Colombia            | 1954 - 1957                         | 65       | 3     |
| Independiente Medellín | Colombia            | 1960 - 1962                         | 24       | 0     |
| Total en la carrera    | Total en la carrera | Total en la carrera                 | 281      | 14    |

## Palmarés

### Campeonatos nacionales
| Título           | Club     | País     | Año  |
| ---------------- | -------- | -------- | ---- |
| Primera División | Nacional | Colombia | 1954 |